# 関市勤労会館
関市勤労会館（せきしきんろうかいかん）とは、岐阜県関市平和通6丁目11-1にある公共施設。ワークプラザ関とも称する。

## 特色
勤労者の文化と教養の向上及び福祉の増進を図ることを目的とする施設である。1993年（平成5年）10月1日開設。建物は1975年（昭和50年）4月竣工の社会福祉会館を改修したものである。
指定管理者制度を導入しており、指定管理者は関市施設運営TP共同企業体である。関市の関連団体がテナントとして事務所を構えている。また、貸館施設としても使用されている。

## 施設

### 貸館施設
- 小会議室
- 大会議室
- 第5会議室
- 和室

### 主な入居団体
- 中濃労働基準協会
- 中濃地域産業保健センター
- ソフィアインターネット関教室

## 利用案内
- 使用時間：9:00 - 21:30[2]
- 休館日：火曜日（その日が休日の場合は開館）、休日の翌日、年末年始（12月29日 - 1月3日）[2]

## 交通アクセス

### 公共交通機関
- 長良川鉄道越美南線「せきてらす前駅」下車、徒歩で約5分。
- 岐阜バス「栄町1丁目」バス停下車、徒歩で約7分。
- 関市内巡回バス「関郵便局前」バス停下車、徒歩で約3分。

### 自動車
- 東海北陸自動車道関ICより車で約10分。

## 周辺施設
- 関郵便局
- 安桜保育園
- せきてらす前駅
- せきてらす
  - 岐阜関刃物会館